# Бурахович Олександр Васильович
Олександр Васильович Бурахович (нар. 30 серпня 2000) — український футболіст, півзахисник, що  виступає за «Реал Фарма».

## Життєпис
У ДЮФЛУ виступав за луганську «Зорю» (2013—2014) та «Миколаїв». Напередодні старту сезону 2017/18 років переведений у «Миколаїв-2», у футболці якого дебютував 4 вересня 2017 року в програному (2:6) домашньому поєдинку групи «Б» Другої ліги України проти харківського «Металіста 1925». Олександр вийшов на поле 84-й хвилині, замінивши Костянтина Чауса. Дебютним голом у дорослому футболі відзначився 3 травня 2018 року на 67-й хвилині переможного (8:0) виїзного поєдинку 28-го туру групи Б Другої ліги України проти запорізького «Металурга». Бурахович вийшов на поле на 46-й хвилині, замінивши Василя Пасічника. У травні 2019 року двічі потрапляв до заявки «Миколаєва» на матчі Першої ліги, але в обох випадках залишився на лаві запасних.